# Byrå (möbel)

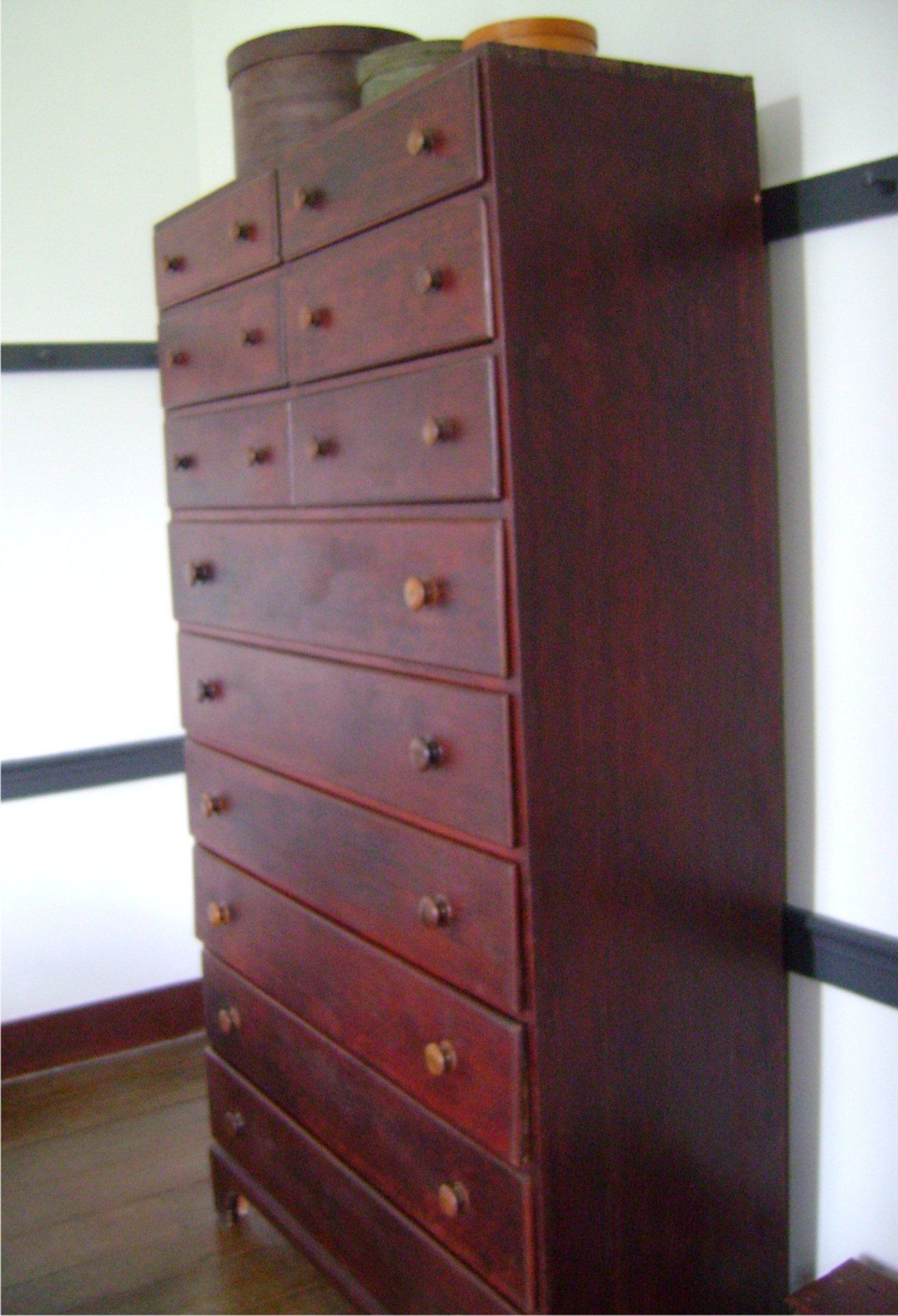
Hög byrå i shakerstil.

En byrå är en förvaringsmöbel som huvudsakligen består av två eller flera utdragbara lådor. En byrån förekommer även kombinerad med överskåp eller med skrivklaff och kallas då skrivbyrå.
De flesta byråer tillverkas av trä eller träfiberskivor. Byråns överdel utgörs oftast av en skiva som kan fungera som avställningsyta eller plats för prydnader. Skivan är vanligen i trä, men kan på finare byråer vara av sten.

## Historik
Byrån har en lång förhistoria med föregångare i dragkistor eller skåp med utdragbara lådor.
Den moderna byråns föregångare föddes i 1600-talets Frankrike. Ur en äldre skrivmöbel uppstod en byrå med två eller tre lådor. Under början av 1700-talet har byrån ofta en låduppsats med smålådor ovanpå skivan. Omkring 1750 får den moderna byrån med två, tre eller fyra lådor sitt genombrott.
En speciell variant är den så kallade "Tall Boy" eller sjudagarsbyrå, en hög byrå med sju lådor.
Byråer placeras vanligen i sovrum, vardagsrum eller hallar.

Byrå från 1750.
Gustaviansk byrå, 1780-talet.
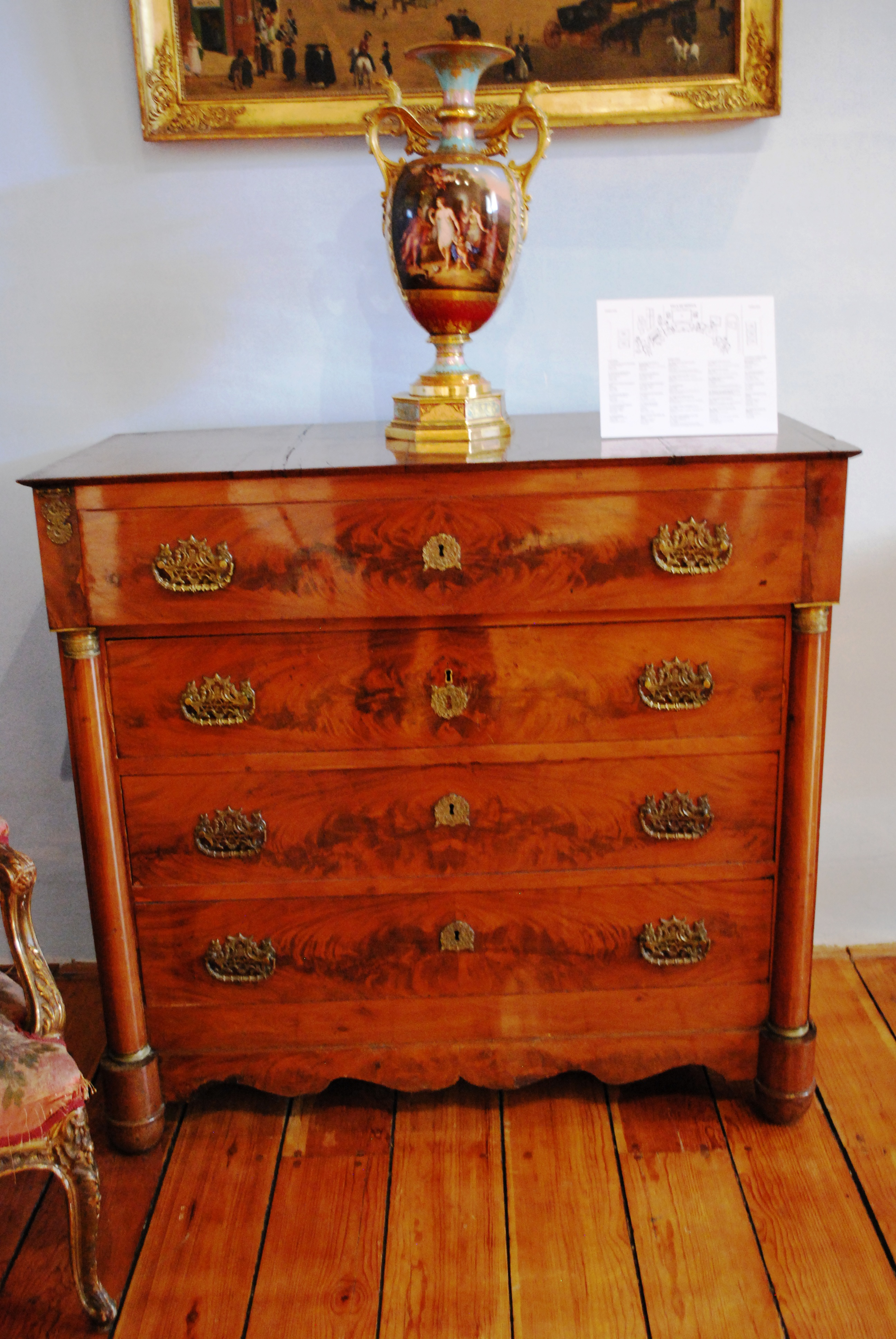
Byrå från 1800-talet.